# تورج ابراهیمی
تورج ابراهیمی (متولد ۱ دی ۱۳۲۰)، شطرنج‌باز ایرانی و عضو سابق تیم ملی شطرنج ایران می‌باشد، که در سال ۱۳۴۰ قهرمان شطرنج ایران شد.
وی در قالب تیم ملی شطرنج ایران، سابقه حضور در مسابقات المپیاد شطرنج در سال ۱۹۷۰ را دارد.

نفرات اول تا هفتم مسابقات قهرمانی شطرنج ایران در سال ۱۳۴۰ ایستاده از سمت راست: داریوش پرنیانی (مقام دوم مشترک)، قدرت‌الله راستی (مقام هفتم)، حسینقلی سالور (مقام پنجم)، یوسف صفوت (مقام دوم مشترک)، مرتضی حمصیان (مقام چهارم)، تورج ابراهیمی (قهرمان)، منوچهر زندی‌فر (مقام ششم) نشسته از سمت راست: حسن نوایی (داور)، جمال‌الدین عصار (رئیس وقت فدراسیون شطرنج)، ابوالخیر آل‌آقا (داور)